# كريستي ويلان براون
كريستي ويلان براون (بالإنجليزية: Christie Whelan)‏ هي مغنية أسترالية، ولدت في 6 أغسطس 1982.

## روابط خارجية
- كريستي ويلان براون على موقع IMDb (الإنجليزية)
- كريستي ويلان براون على موقع ميوزك برينز (الإنجليزية)
- كريستي ويلان براون على موقع قاعدة بيانات الفيلم (الإنجليزية)